# Taekwondo under sommer-OL 2020
Taekwondo under sommer-OL 2020 finder sted 5. - 8. august og bliver afviklet i Makuhari Messe Hall A, der ligger i Tokyo Bay zonen. Der bliver kvalificeret 128 judokæmpere til de i alt 8 individuelle discipliner for både herrer og damer.

## Format
I alle discipliner bliver der startet med ottendedelsfinalerne og der bliver kæmpet efter cup modellen. Elimineringskampene fortsætter indtil der er fundet de to brydere, som skal mødes i finalen og så derfor skal kæmpe om guldmedaljen. Alle brydere der, på et eller andet tidspunkt, har mødt en af de to finalister går herefter til opsamlingsrunderne, hvor der igen bliver kæmpet efter elimineringsprincippet. Opsamlingsrunderne er afsluttet når der kun er to brydere tilbage. Disse brydere møder herefter de to tabere af semifinalerne og de to vindere af disse to ”opsamlingssemifinaler” bliver tildelt bronzemedaljer.

## Medaljefordeling
| Placering | Land  | Guld | Sølv | Bronze | Total |
| --------- | ----- | ---- | ---- | ------ | ----- |
| 1         | -     | -    | -    | -      | -     |
| 2         | -     | -    | -    | -      | -     |
| 3         | -     | -    | -    | -      | -     |
| 4         | -     | -    | -    | -      | -     |
| 5         | -     | -    | -    | -      | -     |
| 6         | -     | -    | -    | -      | -     |
| Total     | Total | 8    | 8    | 16     | 32    |

## Medaljetagere

### Herrer
| Event               | Guld                                         | Sølv                               | Bronze                                        |
| ------------------- | -------------------------------------------- | ---------------------------------- | --------------------------------------------- |
| 58 kg (herrer)      | Vito Dell'Aquila · Italien                   | Mohamed Khalil Jendoubi · Tunesien | Jang Jun · Sydkorea                           |
| 58 kg (herrer)      | Vito Dell'Aquila · Italien                   | Mohamed Khalil Jendoubi · Tunesien | Mikhail Artamonov · Ruslands Olympiske Komité |
| 68 kg (herrer)      | Ulugbek Rashitov · Usbekistan                | Bradly Sinden · Storbritannien     | Hakan Reçber · Tyrkiet                        |
| 68 kg (herrer)      | Ulugbek Rashitov · Usbekistan                | Bradly Sinden · Storbritannien     | Zhao Shuai · Kina                             |
| 80 kg (herrer)      | Maksim Khramtsov · Ruslands Olympiske Komité | Saleh Al-Sharabaty · Jordan        | Toni Kanaet · Kroatien                        |
| 80 kg (herrer)      | Maksim Khramtsov · Ruslands Olympiske Komité | Saleh Al-Sharabaty · Jordan        | Seif Eissa · Egypten                          |
| Over 80 kg (herrer) | Vladislav Larin · Ruslands Olympiske Komité  | Dejan Georgievski · Nordmakedonien | In Kyo-don · Sydkorea                         |
| Over 80 kg (herrer) | Vladislav Larin · Ruslands Olympiske Komité  | Dejan Georgievski · Nordmakedonien | Rafael Alba · Cuba                            |

### Damer
| Event              | Guld                              | Sølv                                       | Bronze                          |
| ------------------ | --------------------------------- | ------------------------------------------ | ------------------------------- |
| 49 kg (damer)      | Panipak Wongpattanakit · Thailand | Adriana Cerezo · Spanien                   | Tijana Bogdanović · Serbien     |
| 49 kg (damer)      | Panipak Wongpattanakit · Thailand | Adriana Cerezo · Spanien                   | Avishag Semberg · Israel        |
| 57 kg (damer)      | Anastasija Zolotic · USA          | Tatiana Minina · Ruslands Olympiske Komité | Lo Chia-ling · Kinesisk Taipei  |
| 57 kg (damer)      | Anastasija Zolotic · USA          | Tatiana Minina · Ruslands Olympiske Komité | Hatice Kübra İlgün · Tyrkiet    |
| 67 kg (damer)      | Matea Jelić · Kroatien            | Lauren Williams · Storbritannien           | Ruth Gbagbi · Elfenbenskysten   |
| 67 kg (damer)      | Matea Jelić · Kroatien            | Lauren Williams · Storbritannien           | Hedaya Wahba · Egypten          |
| Over 67 kg (damer) | Milica Mandić · Serbien           | Lee Da-bin · Sydkorea                      | Althéa Laurin · Frankrig        |
| Over 67 kg (damer) | Milica Mandić · Serbien           | Lee Da-bin · Sydkorea                      | Bianca Walkden · Storbritannien |